# Guet-apens à Tanger
Pour les articles homonymes, voir Guet-apens.
Pour plus de détails, voir Fiche technique et Distribution.
Guet-apens à Tanger (Agguato a Tangeri) est un film italo-espagnol réalisé en 1957 par Riccardo Freda et sorti en 1960.

## Fiche technique
- Titre : Guet-apens à Tanger
- Titre original : Agguato a Tangeri
- Réalisation : Riccardo Freda
- Scénario : Sandro Continenza, Riccardo Freda, Vittoriano Petrilli et Paolo Spinola
- Photographie : Gábor Pogány et Francisco Sempere
- Son : Mario Amari
- Montage : Nino Baragli et Margarita de Ochoa
- Musique : Lelio Luttazzi
- Production : Cinematografica Cervi - Producciones Ariel - Rodas P.C.
- Distribution : Cocinor
- Pays :  Italie -  Espagne
- Durée : 92 minutes
- Date de sortie  : France - 25 mai 1960

## Distribution
- Edmund Purdom : John Milwood
- Geneviève Page : Mary Bolevasco
- Gino Cervi : Bolevasco
- José Guardiola
- Félix Dafauce